# (913) Otila

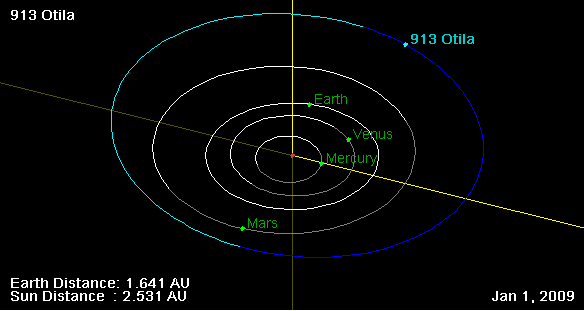
(913) Otila

(913) Otila est un astéroïde évoluant dans la ceinture principale, découvert le 19 mai 1919 par l'astronome allemand Karl Wilhelm Reinmuth depuis l'observatoire du Königstuhl.
Son nom se réfère au prénom féminin Otila.